# Homalopsis buccata
Espèce
Synonymes
- Coluber buccatus Linnaeus, 1758
- Coluber monilis Linnaeus, 1758
- Coluber horridus Daudin, 1803

Statut de conservation UICN

 LC  : Préoccupation mineure
Homalopsis buccata ou Homalopside joufflu est une espèce de serpents d'eau de la famille des Homalopsidae.

## Répartition
Cette espèce se rencontre au Népal, au Bangladesh, en Birmanie, au Laos, au Viêt Nam, au Cambodge, en Thaïlande, en Malaisie, à Singapour et en Indonésie.
Sa présence est incertaine en Inde.

## Habitat
Il vit dans les rivières, les mares et les marais d'eau douce et aussi dans les marécages aux eaux saumâtres.

## Description
C'est un serpent d'eau venimeux mais ses crochets sont de petites tailles et sont situés très en arrière de la bouche : il mord rarement et n'est pas dangereux pour l'homme.
Il est de couleur brun-gris  avec un ventre blanchâtre et il mesure de 80 cm à 1,10 m.
Il se terre dans la boue le jour et chasse la nuit.

## Alimentation
Cette espèce mange principalement du poisson, en particulier des tilapias dont le tilapia du Mozambique, des silures mystus, des anguilles des marais monopterus albus et de nombreux poissons combattants betta (betta émeraude, betta ferox, betta mahachaiensis, betta paisible, betta pi, betta prima, betta pugnax, combattant ...). Ce serpent se nourrit aussi de temps en temps des grenouilles et des crapauds.

## Reproduction
Ce serpent est ovovivipare.

## Homalopsis buccataet l'homme
Homalopsis buccata est piscivore, il est donc attiré par les fermes piscicoles et souvent considéré comme nuisible.
Ce serpent est fréquemment chassé pour la consommation humaine, pour nourrir les crocodiles d'élevages et pour la maroquinerie. Des millions de peaux d’Homalopsis sont exportées aux États-Unis et en Chine chaque année.

## Publication originale
- Linnaeus, 1758 : Systema naturae per regna tria naturae, secundum classes, ordines, genera, species, cum characteribus, differentiis, synonymis, locis, ed. 10 (texte intégral).